# 足利氏姫
足利 氏姫（あしかが うじひめ/あしかがの うじひめ、天正2年（1574年） - 元和6年5月6日（1620年6月6日））は、安土桃山時代から江戸時代前期の女性。文献などでは「氏姫」、「氏女」と表記されることが多い 。院号は徳源院。長く分裂して対立してきた古河公方家と小弓公方家を統合し、喜連川公方家への橋渡しをする役割を担った。

## 来歴
天正2年（1574年）、第5代古河公方足利義氏と北条氏康の娘浄光院との間に生まれる。
天正11年（1583年）に父が死去すると、弟の梅千代王丸は既に死去していたため、9歳にして古河公方家の家督を事実上相続した。
天正18年（1590年）、豊臣秀吉の小田原征伐によって戦国大名としての後北条氏が滅亡すると、古河周辺で戦闘があった記録はないが、当時の古河公方は後北条氏の庇護下にある実質的な傀儡だったため、氏姫は古河城の立ち退きを命じられた。古河公方の所領は鴻巣御所（古河公方館）周辺の300石余を残して召し上げられたため、氏姫は鴻巣御所に入った。翌天正19年（1591年）、秀吉の命により祖父の代より敵対していた小弓公方・足利義明の孫・足利国朝と結婚した。これにより、義明が自立した永正年間以来80年ぶりに関東の足利両家は統一されることになった。秀吉はこの時国朝に喜連川領400貫（3500石相当）を与え、国朝はすぐに喜連川に入ったものの、氏姫は古河公方嫡流の意地を通して鴻巣御所に住み続けた。
文禄2年（1593年）に国朝が文禄の役に出陣する途中安芸国で病死したため、その弟である足利頼氏と再婚した。この頼氏との間に義親と一女が誕生している。その義親が生まれた直後に起こった関ヶ原の戦いに頼氏は参陣しなかったが、直後に家康のもとに戦勝祝賀使を遣わしたことが評価され、翌年頼氏には1000石を加増の上、喜連川4500石が安堵された。これにより喜連川藩が事実上立藩したが、その後も氏姫は相変わらず鴻巣御所に住み続けている。
元和6年（1620年）5月に46歳で死去した。鴻巣御所近くの芳春院に葬られ、同寺は氏姫の院号にちなんで徳源院と改められた。
氏姫の死後も、義親は寛永6年（1629年）に死去するまで鴻巣御所に住み続け、さらに孫に当たる尊信も寛永7年（1630年）に祖父・頼氏の病死により喜連川藩を継承するまで鴻巣御所に住み続けていた。
尊信が喜連川に移った後、鴻巣御所周辺の領地300石余は幕府に収公されて公儀御料となった後、古河藩領となった。

## 関連作品

### 小説
- 宮本昌孝『風魔』。主人公は忍者・風魔小太郎で、後北条氏が豊臣秀吉に滅ぼされたのち、氏姫に仕えるようになった。氏姫は意志が強く行動的な女性として描かれている。氏姫と風魔小太郎は、豊臣秀吉と徳川家康の覇権争いに巻き込まれるが、互いに強く信頼しあい、多くの困難を乗り越える。祥伝社より2006年発行。2009年には文庫化。

### 楽曲
- さくらゆき『ふるさとの花』（作詞：小栗さくら、作曲：伊勢賢治）

## 関連する史跡
茨城県古河市内　
- 古河公方館跡
天正18年（1590年）、氏姫が16歳のときに古河城から移り住み、以後の生涯をこの館で暮らした。跡地は古河総合公園内。
- 竜樹院跡
もとは古河城にあった寺院。氏姫に従って古河公方館の隣接地に移転した。現在も古河総合公園に隣接する「虚空蔵菩薩」が相当する。また同じ敷地内にある「子安地蔵尊」は、氏姫の菩提寺・徳源院から移されたものと考えられている[8]。
- 徳源院跡
元和6年に氏姫が葬られた寺院。現在は古河総合公園内の桃林に囲まれた一角に跡地が整備されている。「徳源院」は氏姫の法号でもある。同寺には、茨城県指定文化財（史跡）「古河公方足利義氏墓所」があるが、義氏の墓とされている墓石は正しくは氏姫の墓ではないかとする説がある[9]。
- 松月院跡
氏姫の子・義親の正室だった松月院の菩提寺。氏姫の孫・尊信を産んだ後若くして死去し、氏姫により手厚く葬られたと考えられている。現在は「松月院御所塚」が小公園として整備されている。古河総合公園から西に約400メートル、渡良瀬川堤防の東側にある。
- 古河城跡
初代古河公方・足利成氏以来の御所。氏姫が16歳になるまで暮らした。明治末に大規模な渡良瀬川の河川改修が始まり、現在は跡地の大半が堤防と河川敷に変わった。三国橋と新三国橋の中間付近・堤防上に「古河城本丸跡」と書かれた標柱が設置されている。渡良瀬川に面した立地条件は現在も当時のままである。
- 雀神社
氏姫と歴代の古河公方から崇敬された神社。天正19年（1591年）に氏姫から駒崎の田地を寄進された。現在は宮前町の渡良瀬川堤防隣に立地。
- 徳星寺
もとは古河城にあった寺院。氏姫に従って古河公方館の隣接地に移転し、引き続き足利家の祈願所となった。江戸時代に鴻巣から現在地の横山町に移転。

埼玉県加須市内
- 真光寺
古河城とは渡良瀬川の対岸にあり、古河公方ゆかりの寺院。慶長5年（1600年）、氏姫により、伊賀袋村の浅間神社・別当寺に任じられている。現在は廃寺となり、有志により再建された観音堂が残るのみ。

## 補注
1. ↑  CD人物レファレンス事典日本編
2. ↑  kotobank.jp CD人物レファレンス事典日本編
3. ↑  文献では「氏姫」の方が一般的。例えば、佐藤博信の『古河公方足利氏の研究』（175 － 191頁）では「氏姫」あるいは「古河氏姫」。『戦国人名辞典』の見出しは「氏姫」（165頁・足利を付さない）。黒田基樹の『古河公方と北条氏』（7, 33, 41頁）でも「氏姫」を使用。
4. ↑  『喜連川判鑑』、『足利家通系図』には「氏女」と表記されている。『古河市史通史編』（223 － 230頁）では「氏女」を用いる。
5. ↑  古河公方家と喜連川家の歴代当主の事跡や花押を収録した『喜連川判鑑』には、夫の国朝と共に氏姫の花押は掲載されていない。彼女の家督相続は形式的なものだったのか正式なものだったのかについては論争もあるが、事実上の相続だったことは否めない。
6. ↑  文献上は破却とあるが、実際は立ち退きと考えられる。
7. ↑  鴻巣・牧野地・原・伊賀袋や、渡良瀬川対岸の向古河など
8. ↑  鷲尾政市　「古河公方の史跡を歩く」『古河の歴史を歩く　古代・中世史に学ぶ』 古河歴史シンポジウム実行委員会編、高志書院、2012年、186-187頁
9. ↑  山口美男「古河公方「三ヵ院」変遷の考察」『古河市史研究』2号、1977年、54-68頁。/所収:黒田基樹 編『古河公方・足利義氏』戎光祥出版〈中世関東武士の研究 第三七巻〉、2024年5月、339-365頁。ISBN 978-4-86403-527-9。